# Wettersteinwand
Die Wettersteinwand ist ein 2484 m ü. A. (nach österreichischer Vermessung) bzw. 2482 m ü. NHN (nach deutscher Vermessung) hoher Gipfel im östlichen Teil des Wettersteingebirges. Sie stellt den höchsten Punkt des Wettersteingrats östlich der Meilerhütte dar. Oft wird auch das gesamte Massiv von der Mittagscharte bis zu den Drei Scharten als Wettersteinwand bezeichnet, das die beiden wenig hervortretenden Gipfel Wettersteinkopf (2429 m) und Rotplattenspitze (2399 m) enthält. Über den Grat der Wettersteinwand verläuft die Grenze zwischen Bayern und Tirol.
Es gibt zahlreiche Möglichkeiten zur Besteigung. Meist wird der Gipfel im Zuge einer Überschreitung des Wettersteingrats besucht. Alternative Anstiege sind unter anderem aus dem Bergleintal über den Wettersteinkopf oder durch das Kar „Im Flecken“ über die Rotplattenspitze.

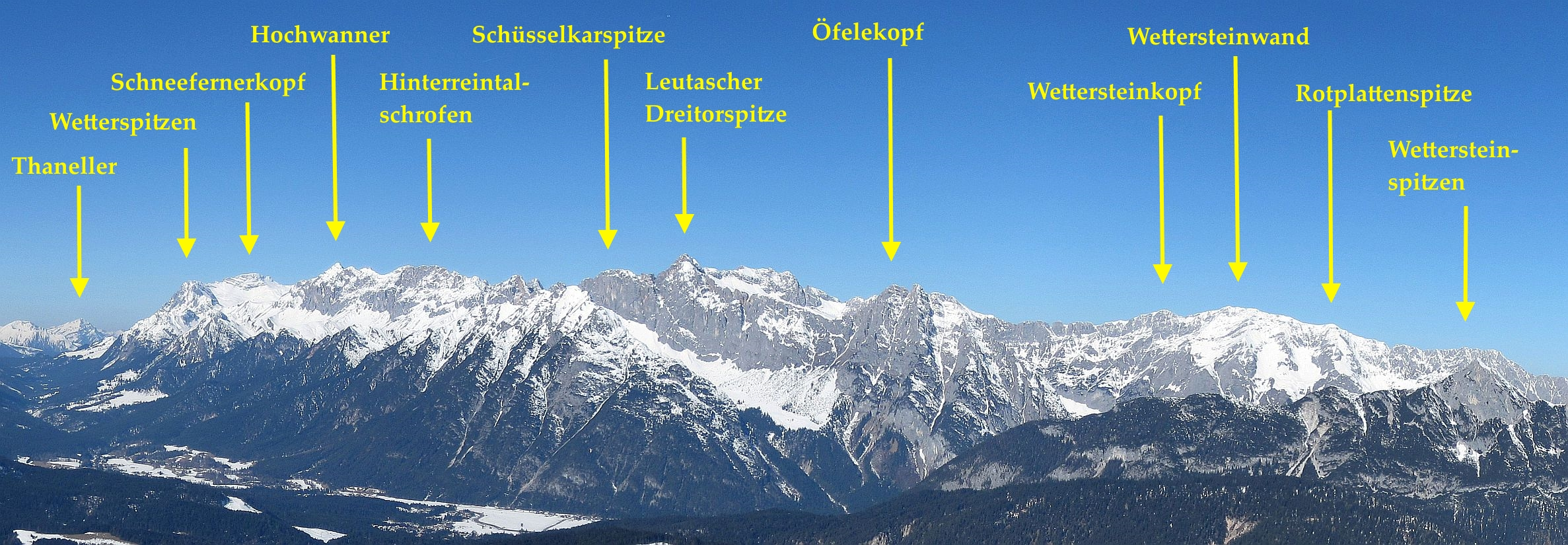
Die Wettersteinwand im Wetterstein-Hauptkamm